# Rat noir
Rattus rattus
Pour le personnage du « rat noir », voir Jack Marchal, et pour la chanson voir Dieudonné
Espèce
Synonymes
- Mus alexandrinus Geoffroy, 1803
- Mus novaezelandiae Buller, 1870
- Mus rattus Linnaeus, 1758
- Musculus frugivorus Rafinesque, 1814

Répartition géographique
Statut de conservation UICN

 LC  : Préoccupation mineure
Le rat noir (Rattus rattus), appelé aussi rat des greniers ou rat des champs, est un rongeur commun à longue queue du genre Rattus, de la sous-famille des Murinae originaire de l'Asie tropicale mais aujourd'hui naturalisé sur l'ensemble des continents du monde excepté l'Antarctique.

## Origines et répartition
L'espèce est originaire d'Asie tropicale. Elle aurait colonisé le Proche-Orient à l'époque romaine avant d'atteindre l'Europe au VIIIe siècle et de diffuser ensuite dans le monde entier en accompagnant les Européens dans leurs voyages. Aujourd'hui le rat noir ne se maintient en abondance  que dans les régions les plus chaudes, ayant été supplanté par le rat brun (Rattus norvegicus) dans les régions les plus fraîches, notamment en Europe au cours du XVIIIe siècle,.

## Description de l'espèce

Aspects généraux des rats noir et brun et comparaison entre Rattus rattus et Rattus norvegicus.

Malgré son nom, sa couleur peut varier. Son pelage est noir à noisette avec le dessous du corps plus clair. Il atteint généralement une longueur de 15 à 20 cm, à laquelle s'ajoute une longue queue de 20 cm toujours plus longue que le corps. Comparé au rat brun, c'est un piètre nageur, mais bien meilleur grimpeur qui cherche plutôt à s'enfuir par le haut.

### Comportement et reproduction
C'est un animal nocturne et omnivore, qui marque une préférence pour les graines, éventuellement les fruits. Il est très méfiant, davantage que le rat brun, et peut mettre longtemps avant de consommer une nourriture nouvelle. Si un individu se porte mal après consommation d'une nouvelle nourriture, le mâle dominant peut uriner sur celle-ci afin qu'aucun autre congénère ne la consomme (code pour le groupe). Les nids de rats noirs sont généralement localisés en hauteur, dans les parties sèches et recoins sombres bien tranquilles des bâtiments. D'où son surnom de rat des greniers (ses ancêtres nichaient apparemment dans le haut des arbres), contrairement aux rats bruns (surmulots) qui se cachent en parties basses des bâtiments ou dans des galeries au sol.
Dans de bonnes conditions il peut se reproduire tout au long de l'année, les rates ayant 3 à 6 portées par année comptant jusqu'à 10 ratons chacune. Les femelles peuvent réguler leur fécondité et ne produire qu'une portée par an quand la nourriture se fait rare.
Rattus rattus vit en moyenne 2 à 3 ans, dans des groupes sociaux qui peuvent atteindre jusqu'à 60 individus.

### Risques sanitaires
C'est un propagateur de la peste bubonique, mais aussi du typhus (deux maladies transmises par la puce du rat), de la toxoplasmose ou des  trichinoses.
Cette espèce est en régression, face au rat gris introduit plus récemment. Le rat noir semble bien moins à risque en tant que vecteur de la leptospirose que son cousin brun. Par exemple, quand on trouvait après la Première Guerre mondiale en Europe 40 % des rats de Mus decumanus (renommé Rattus norvegicus) porteurs de leptospires virulents, seuls 8 % des Mus alexandrinus (renommé depuis en Rattus rattus) en portaient .

## Le rat noir et l'homme
En Chine, en Thaïlande et en Inde, la « floraison des bambous » est traditionnellement considérée comme une malédiction ou l'annonce d'une famine à venir, car l'énorme quantité de fruits de bambous soudain disponibles dans les forêts provoque un essor fulgurant des populations de rongeurs, principalement des rats noirs, et l'augmentation des maladies, comme le typhus, la typhoïde et la peste bubonique. Ils consomment tous les aliments disponibles, y compris dans les champs de céréales et les aliments stockés, entraînant parfois la famine,.
Il peut être chassé de façon intensive en Asie par les paysans, pour protéger les récoltes de riz et pour la consommation humaine.
Le rat noir est très rarement apprivoisé. En effet, s'agissant d'une espèce sauvage, son contact avec l'homme reste délicat.